# 鎌倉景成
鎌倉 景成（かまくら かげなり）／平 景成（たいら の - ）は、平安時代後期の武将・豪族。
鎌倉甲斐権守章名の五男と思われ、平良文の子孫とされる村岡忠通（平忠通）の孫にあたるが、『尊卑分脈』による系譜では、父は従五位下瀧口太郎致成で、良文の弟平良茂の曾孫もしくは、平良兼の子公雅の孫とする。
相模南部に勢威を張り、鎌倉郡一帯の事実上の領主であった。生没年など詳しいことは分からず、後三年の役に出陣したかどうかも未確認である。